# Налбандян, Мкртыч Самвелович
Мкртыч Самве́лович Налбандя́н (арм. Մկրտիչ Սամվելի Նալբանդյան; 5 февраля 1989, Ленинакан, Армянская ССР, СССР) — армянский футболист, нападающий.

## Клубная карьера
Воспитанник футбольной школы «Ширака». Периодически выступая в основном и дублирующем составах. В сезоне 2010 года  забил 9 мячей, став лучшим бомбардиром клуба в сезоне, причём в последних 5 матчах не уходил с поля без забитого мяча. Налбандян стал также автором 300-го забитого мяча в чемпионате Армении 2010. После завершения чемпионата клуб заключил новый контракт с футболистом на три последующих года.

## Достижения
- Чемпион Армении: 2012/2013
- Обладатель Кубка Армении: 2011/12
- Финалист Кубка Армении: 2011